# Ion Strat
Ion Strat (Roman, 1836-Bucarest, 1879) fue un político, profesor, diplomático y economista rumano.

## Biografía
Nacido en Roman en 1836, estudió derecho y ciencias estatales en las universidades de París y Berlín. De regreso a Rumania, comenzó siendo secretario privado del ministro del Interior de Moldavia, luego en 1860 fue nombrado profesor de economía política en la Universidad de Iași y dos meses después rector de dicha universidad. Cuando se creó el Consejo de Estado en 1864, formó parte de la institución. Ingresó al Consejo de Ministros bajo la presidencia de Constantin Bosianu, asumiendo la cartera de Finanzas en 1865.Luego, bajo gobierno de Ion Ghica, fue ministro de Religiones del 19 de julio de 1866 al 2 de marzo de 1867. En el gabinete de Lascăr Catargiu, volvió a ser ministro de Finanzas, del 30 de enero al 4 de abril de 1876. Strat, que ejerció como diplomático en París y Constantinopla, falleció en Bucarest el 20 de octubre de 1879.
Su principal obra fue Economia politică (1869). También publicó Un coup d’oeil sur le question roumaine (1858), De Italorum jure criminali (1859) y Studii asupra budgetului (1868).